# 林忠交
林 忠交（はやし ただかた）は、上総請西藩の第2代藩主。忠英（若年寄、上総貝淵藩初代藩主）の四男。

## 生涯
天保3年（1832年）、貝淵藩初代藩主林忠英の四男として生まれる。兄忠旭の養嗣子となる。嘉永7年（1854年）4月27日、兄の隠居にともなって家督を相続し、同年12月、従五位下肥後守に叙任された。安政4年（1857年）閏5月に大番頭、安政6年（1859年）8月には伏見奉行となった。慶応2年（1866年）1月23日、坂本龍馬を捕縛しようとするも失敗（寺田屋遭難）。慶応3年（1867年）6月24日、奉行在任中に伏見にて死去した。享年35。家督は甥の忠崇が継いだ。
江戸城大奥筆頭老女（上臈御年寄）であった万里小路局は元治元年（1864年）に引退すると、宿元であった請西藩の江戸浜町の藩邸に住んだ。

## 系譜
父母
- 林忠英（実父）
- 林忠旭（養父）

正室
- 久貝正典の娘

子女
- 林忠弘

養子
- 林忠崇 ー 林忠旭の五男